# ياعيل جرمان
ياعيل جرمان (بالعبرية: יעל כהן-פארן، من مواليد 12 أكتوبر 1973) سياسية إسرائيلية والرئيسة المشاركة للحركة الخضراء وهي حاليا عضو في الكنيست عن الاتحاد الصهيوني.